# ŠK Dunajská Streda
ŠK Dunajská Streda, pełna nazwa Šachový klub Dunajská Streda – słowacki klub szachowy z siedzibą w Dunajskiej Stredzie, czterokrotny mistrz kraju.

## Historia
Klub powstał w latach 50., w latach 70. podjął się szkolenia młodzieży. W sezonie 2004/2005 zadebiutował w Extralidze, jednak wówczas z niej spadł. W 2006 roku klub powrócił na najwyższy poziom rozgrywkowy. W sezonie 2012/2013 zespół został wicemistrzem kraju, ulegając jedynie Slovanowi Bratysława. W kolejnym sezonie ŠK Dunajská Streda zdobył mistrzostwo Słowacji, wyprzedzając o dwa punkty drugi Inbest Dunajov oraz o siedem trzeci Slovan. W skład drużyny wchodzili wówczas m.in. Attila Czebe i Zoltán Varga. W 2014 roku klub zadebiutował w Pucharze Europy, wygrywając wówczas z Edinburgh Chess Club, White Rose Chess Club, SV Mülheim-Nord i SK Hohenems, remisując z SK Team Viking, a przegrywając z G-Team Nový Bor i SF Berlin 1903; w klasyfikacji końcowej słowacki zespół zajął dwunaste miejsce. W latach 2015–2016 zespół zdobywał wicemistrzostwo kraju, kończąc dwukrotnie rozgrywki za ŠK Stará Ľubovňa. Ponadto w sezonie 2016 ŠK Dunajská Streda uczestniczył w rozgrywkach o Puchar Europy, uzyskując piętnastą pozycję. W 2017 roku zespół zdobył mistrzostwo kraju oraz zajął dziesiąte miejsce w Pucharze Europy. W następnym roku klub obronił tytuł mistrzowski, a w europejskich rozgrywkach zajął jedenastą pozycję. W sezonie 2018/2019 zespół zdobył wicemistrzostwo, następnie uczestniczył w Pucharze Europy, gdzie został sklasyfikowany na osiemnastym miejscu. W 2022 roku zespół był dwunasty w tych rozgrywkach . W sezonie 2022/2023 klub uzyskał czwarte w swojej historii mistrzostwo kraju, po czym został sklasyfikowany na 32. miejscu w Pucharze Europy. W 2024 roku na Słowacji klub zdobył tytuł wicemistrzowski, natomiast w Pucharze Europy zajął 31. miejsce. Sezon 2024/2025 zakończył się dla ŠK Dunajská Streda ponownym uzyskaniem wicemistrzostwa kraju.

## Arcymistrzowie w historii klubu
- Attila Czebe[23]
- Viktor Erdős[24]
- Mychajło Ołeksijenko[24]
- Igor Štohl[23]
- Levente Vajda[25]
- Zoltán Varga[26]